# Spilosoma marginestriata
Spilosoma marginestriata là một loài bướm đêm thuộc phân họ Arctiinae, họ Erebidae.